# 일본의 비자 정책

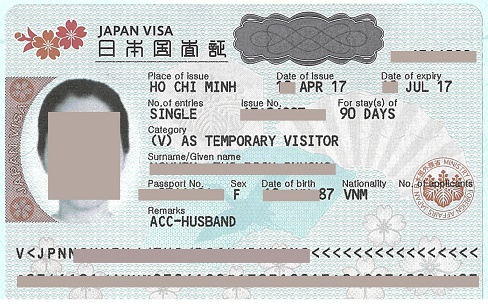
단수 단기체류 비자 (2016년 이후의 신 디자인)

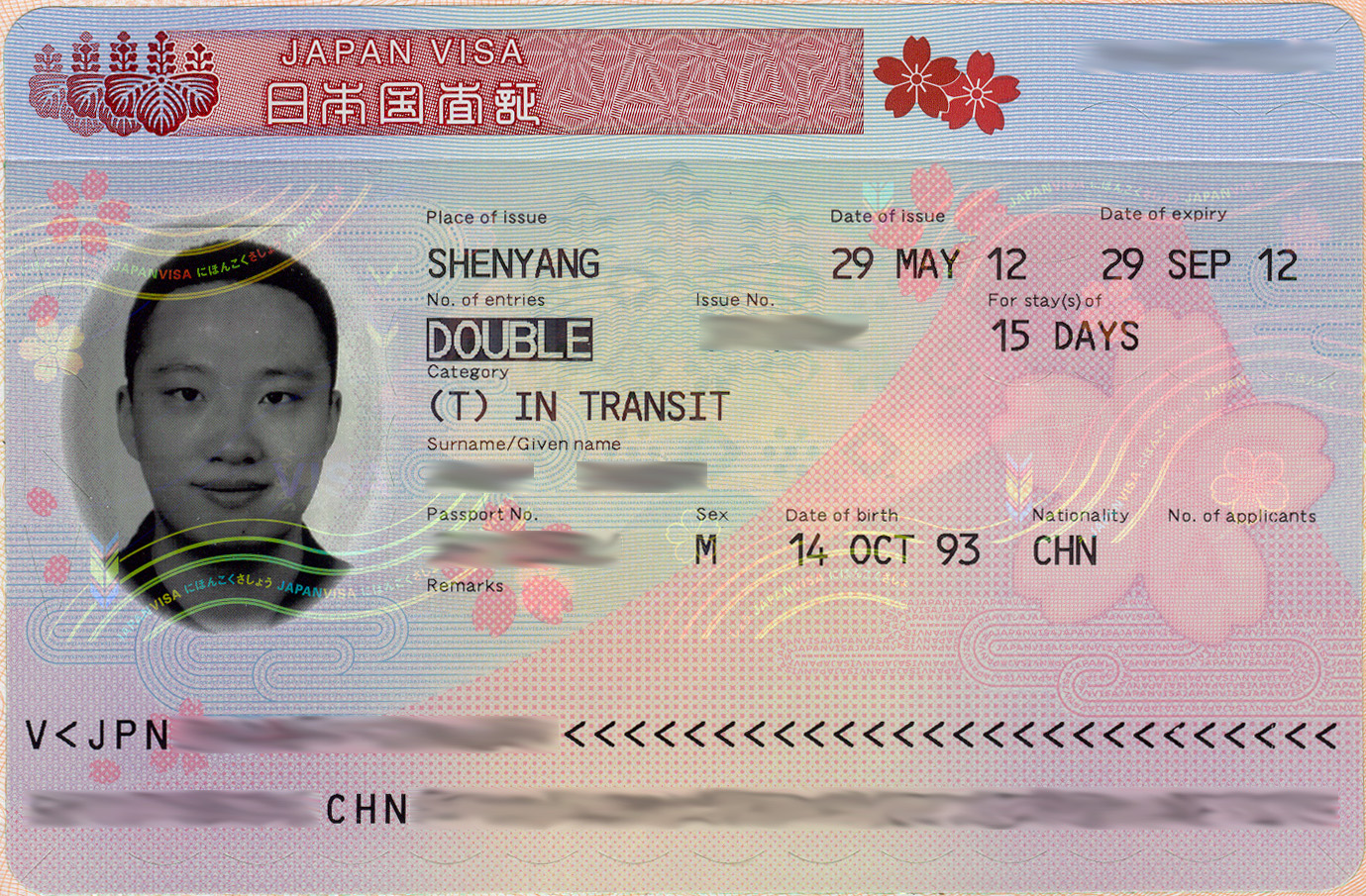
중화인민공화국 여권에 찍힌 복수 통과비자 (구 디자인)

일본에서는 출입국 관리 및 난민 인정법에 의거하여, 일본을 방문하는 모든 사람은 일본 재외공관에서 사증을 발급받아 소지해야 한다. 다만 대한민국을 비롯한 일부 국가에 대해서는 특정 기간에 한하여 비자 발급을 면제해 주고 있다(2020년부터 2021년까지 코로나를 이유로 무비자정책은 중단되었다). 2020년대 기준 일본 정부는 전세계 총 70개 국가 및 속령 시민에게 무비자 정책을 실시하고 있다.

## 일본의 사증
일본의 사증은 크게 두 가지로 나뉜다. 하나는 취업이나 장기 체류를 목적으로 한 것, 다른 하나는 단기 체류를 목적으로 취업이 인정되지 않는 것이다. 먼저 장기 체류의 경우에는 다음과 같은 종류가 있다.
- 취업 비자
- 일반 비자
- 특정 비자
- 유학 비자
- 공용 비자
- 외교 비자

단기 체류에는 다음과 같은 종류가 있다. 단기체류 사증의 경우에는 대한민국을 비롯한 무비자 실시 국가의 방문객은 발급 의무가 면제된다.
- 관광 비자
- 통과 비자
- 단기체류 비자
- 의료체류 사증

## 단기체류 무비자 적용 국가 및 속령의 지도

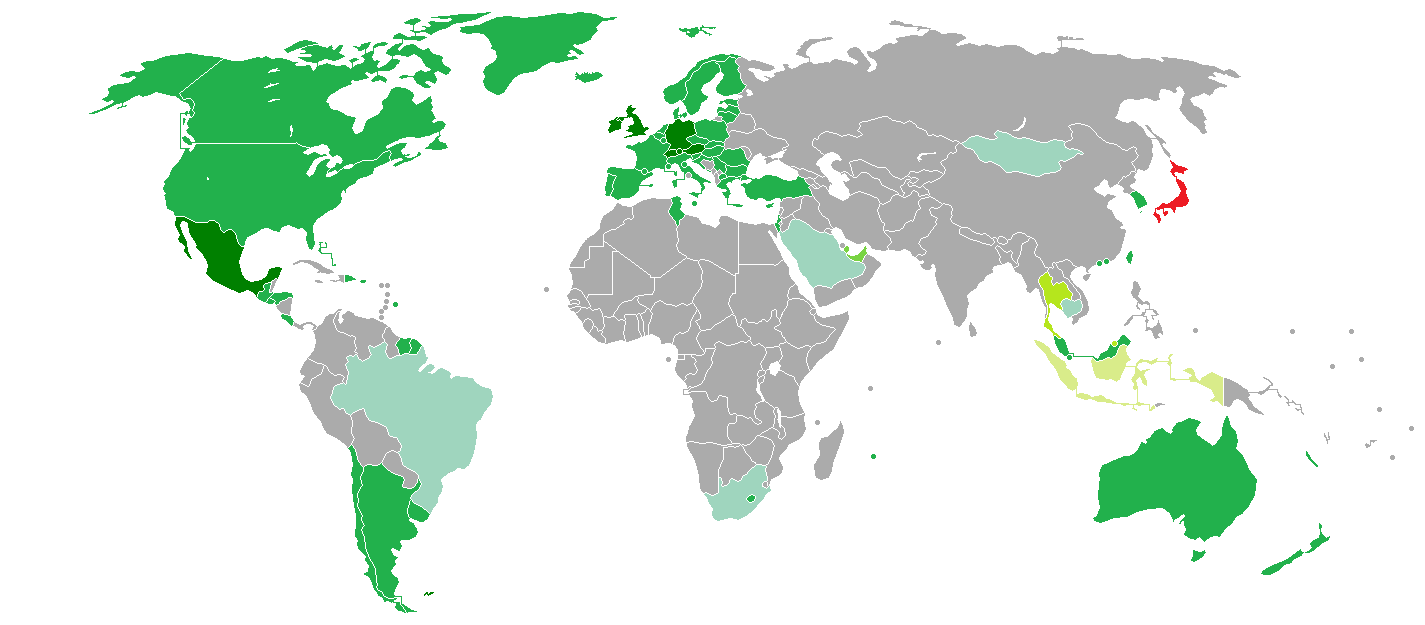
일본의 단기체류 비자 면제국 현황. 초록색이 면제국, 회색은 비면제국이며 진한 초록색일수록 체류기간이 길다.

## 무비자 적용 국가
굵은 글씨는 일반 여권에 한해 비자가 면제되는 국가를 의미한다.

### 아시아
| 15일 이내 - 인도네시아 - 태국 - 브루나이 | 90일 이내 \| - 대한민국 - 홍콩[7] - 마카오[8] \| - 중화민국[9] - 말레이시아[6] - 싱가포르 \| |
| - 대한민국 - 홍콩 - 마카오               | - 중화민국 - 말레이시아 - 싱가포르                                                           |

### 중동·아프리카
| 30일 이내 - 아랍에미리트       | 90일 이내 \| - 레소토[6] - 모리셔스 - 이스라엘 \| - 이란 (외교·공용여권 소지자) - 튀르키예[6] - 튀니지 \| |
| - 레소토 - 모리셔스 - 이스라엘 | - 이란 (외교·공용여권 소지자) - 튀르키예 - 튀니지                                                         |

### 유럽
| 90일 이내 \| - 그리스 - 네덜란드 - 노르웨이 - 덴마크 - 라트비아 - 루마니아 - 룩셈부르크 - 리투아니아 - 북마케도니아 - 모나코 - 몰타 \| - 벨기에 - 불가리아 - 산마리노 - 세르비아 - 스웨덴 - 스페인 - 슬로바키아 - 슬로베니아 - 아이슬란드 - 안도라 \| - 에스토니아 - 이탈리아 - 체코 - 크로아티아 - 키프로스 - 포르투갈 - 폴란드 - 프랑스 - 핀란드 - 헝가리 \| | 6개월 이내 - 리히텐슈타인 - 독일 - 스위스 - 아일랜드 - 영국 - 오스트리아                                    | |
| - 그리스 - 네덜란드 - 노르웨이 - 덴마크 - 라트비아 - 루마니아 - 룩셈부르크 - 리투아니아 - 북마케도니아 - 모나코 - 몰타 | - 벨기에 - 불가리아 - 산마리노 - 세르비아 - 스웨덴 - 스페인 - 슬로바키아 - 슬로베니아 - 아이슬란드 - 안도라 | - 에스토니아 - 이탈리아 - 체코 - 크로아티아 - 키프로스 - 포르투갈 - 폴란드 - 프랑스 - 핀란드 - 헝가리 |

### 아메리카
| 90일 이내 \| - 캐나다 - 미국 - 바베이도스 - 바하마[6] - 아르헨티나 - 칠레 \| - 과테말라 - 온두라스 - 엘살바도르 - 우루과이 - 수리남 - 코스타리카 - 도미니카 공화국 \| | 6개월 이내 - 멕시코                                                                   |
| - 캐나다 - 미국 - 바베이도스 - 바하마 - 아르헨티나 - 칠레 | - 과테말라 - 온두라스 - 엘살바도르 - 우루과이 - 수리남 - 코스타리카 - 도미니카 공화국 |

### 오세아니아
90일 이내
- 오스트레일리아
- 뉴질랜드

### 비자 취득 권장
비자 면제 대상국이지만 재외 일본 공관에서 비자를 취득하는 것을 권장하며, 비자 없이 입국할 시 엄격한 심사를 받는 국가이다.
|  | - 페루 | - 콜롬비아 |  |